# Édouard Roussel
Édouard Roussel, né le 28 février 1890 à Lille (Nord) et mort le 15 décembre 1965 à Roubaix (Nord), est un industriel et homme politique français.

## Biographie
Édouard Roussel est le fils d'Édouard Roussel (1852-1911), ingénieur IDN et filateur, ancien maire et conseiller général de Roubaix, et de Jeanne Clétine Lecomte. Il épouse la fille d'Eugène Motte (1860-1932). 
Il se consacre tout d'abord à sa carrière d'industriel du textile. Il entre ensuite en politique en 1928 en devenant conseiller général du Nord, sous les couleurs des Radicaux indépendants, battant à cette occasion un sortant SFIO, Jean-Baptiste Lebas.
En 1932, il se présente comme candidat de Concentration républicaine aux élections sénatoriales. Élu, il rejoint le groupe centriste de l'Union démocratique et radicale. Il est alors le plus jeune membre du Sénat. Opposant modéré au Front populaire, il approuve notamment la loi instituant la semaine de 40 heures, tout en mettant en garde contre l'augmentation du coût de la vie qu'elle pourrait engendrer.
Il vote, le 10 juillet 1940, en faveur de la remise des pleins pouvoirs au Maréchal Pétain et se retire de la vie politique en 1941.

## Sources
- « Édouard Roussel », dans le Dictionnaire des parlementaires français (1889-1940), sous la direction de Jean Jolly, PUF, 1960 [détail de l’édition]